# Ulisses Maia
Ulisses de Jesus Maia Kotsifas (Maringá, 2 de setembro de 1969) é um advogado e político brasileiro. Graduado em Direito pela Universidade Estadual de Maringá, possui especialização em Direito Tributário e Eleitoral. Foi prefeito de Maringá entre os anos de 2017 e 2024. Atualmente é o Secretário do Planejamento do estado do Paraná.

## Vida Pública
Foi assessor jurídico e diretor legislativo da Câmara Municipal de Maringá, no triênio 1993-1995. Nas eleições de 1996 foi eleito vereador pelo Partido Trabalhista Brasileiro (PTB), com mais de 2 mil votos.  Logo no início do mandato foi eleito por unanimidade para a presidência da Câmara de Maringá, para os anos de 1997 e 1998, tornando-se o mais jovem vereador a presidir o legislativo de Maringá. Na eleição de 2000, foi candidato a prefeito de Maringá, porém não eleito.

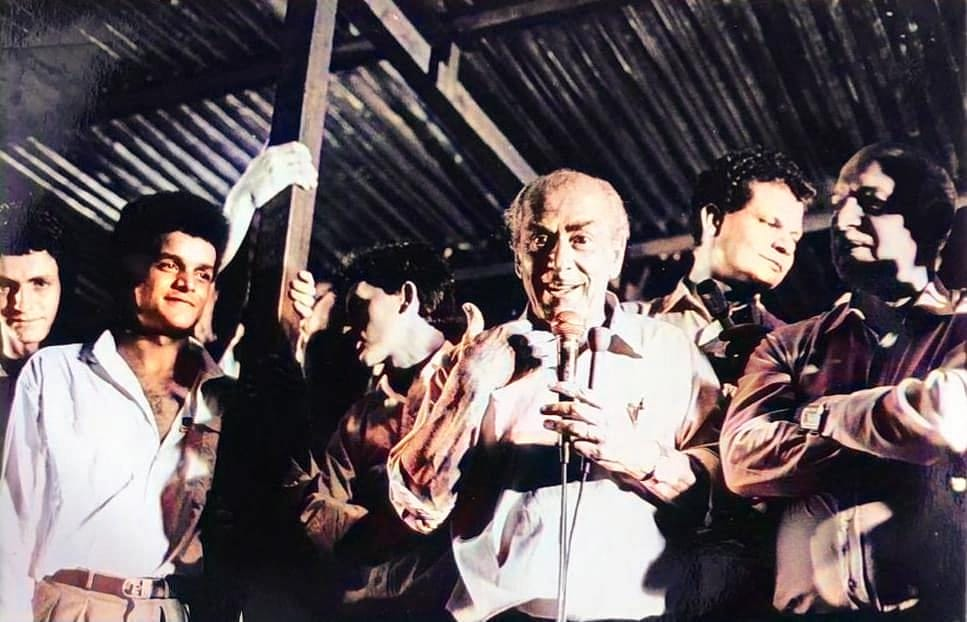
Ulisses Maia ao lado do ex-Governador Leonel Brizola, em Maringá, 1989.

De acordo com o livro A Odisseia de Ulisses Maia, de Joel Júnior Cavalcante, Ulisses Maia presidiu a Juventude Socialista de Maringá, organização vinculada ao Partido Democrático Trabalhista (PDT), em 1989. Nesse mesmo ano, foi eleito presidente do Centro Acadêmico de Direito da Universidade Estadual de Maringá (UEM) e atuou como um dos articuladores na criação do Conselho Municipal da Juventude (CMJ) de Maringá, durante a gestão do prefeito Ricardo Barros (PFL). Auxiliou também na organização de comícios do ex-governador Leonel Brizola, durante a eleição presidencial de 1989, na cidade de Maringá.
Assumiu a chefia do Núcleo Regional de Educação de Maringá em 2002. Foi diretor do PROCON Maringaense entre 2005 a 2006. Em agosto de 2006, foi nomeado chefe do Gabinete da prefeitura de Maringá, na gestão de Silvio Barros, cargo que ocupou até março de 2010. 
Foi candidato em 2010 a uma cadeira na Assembleia Legislativa do Paraná, pelo PP. Terminou a disputa com 27.941 votos, não sendo eleito.  Em janeiro de 2011, assumiu a convite do prefeito Barros, a secretaria de Assistência Social do município, onde permaneceu até março de 2012. 
Em 2012, foi eleito para retornar ao legislativo com a maior votação da história da cidade até aquele ano, pelo Partido Progressista (PP), com 6.476 votos, marca superada 4 anos depois por Homero Marchese (PV), que fez 6.573 votos. Novamente presidiu a casa, entre os anos de 2013/2014. Em 2015 na disputa pela reeleição ao cargo de presidente da Câmara, rompe com o grupo da Família Barros. No final de 2015, ingressa no PDT com pré-candidato ao executivo municipal.  
Nas eleições de 2016 foi candidato ao executivo maringaense pela coligação Inovação e Transparência, formada pelo PDT, PV, PEN e PPL, tendo o professor Edson Scabora, do Partido Verde como companheiro de chapa. No primeiro turno recebeu mais de 56 mil votos, o que credenciou a disputar o segundo turno, contra o ex-prefeito Silvio Barros (PP), que recebeu 39.69% dos votos. No segundo turno Maia foi eleito 118.635 votos, o que representa 58,88% dos votos válidos.
Em abril de 2020, confirmou filiação ao PSD, a convite do governador Ratinho Junior, como pré-candidato à reeleição.
Na eleição de 2020, como candidato à reeleição pela coligação PSD, MDB, PSL e REDE, foi reeleito em primeiro turno com 56,85% dos votos.
Em março de 2025 foi indicado pelo governador Ratinho Junior para ser o Secretário de Planejamento do estado do Paraná. 

## Vida pessoal
Herdou o sobrenome Kotsifas de seu pai, um imigrante grego.

## Prefeitura de Maringá
No primeiro ano de governo, em 2017, Ulisses enviou projeto à Câmara Municipal que estabelecia eleições diretas para as direções dos Centros de Educação Infantil (CMEI) e Escolas Municipais. O projeto foi aprovado. Em outubro as eleições se realizaram.
Durante seu mandato começaram importantes obras públicas, com destaque ao Terminal Intermodal de Maringá, idealizado pela gestão anterior, além das reformas em praças, como a Praça 7 de Setembro (Praça do Peladão), Praça Pioneiro Jacinto Ferreira Branco e a Praça de Patinação.

## Desempenho eleitoral
| Ano  | Eleição              | Partido | Cargo             | Votos para Ulisses | Votos para Ulisses | Votos para Ulisses | Resultado  | Ref    |
| Ano  | Eleição              | Partido | Cargo             | Votos              | %                  | P.                 | Resultado  | Ref    |
| ---- | -------------------- | ------- | ----------------- | ------------------ | ------------------ | ------------------ | ---------- | ------ |
| 1996 | Municipal de Maringá | PTB     | Vereador          | 2.100              | 1,69%              | 3°                 | Eleito     |        |
| 2000 | Municipal de Maringá | PPS     | Prefeito          | 6.371              | 4,00% (1º Turno)   | 6°                 | Não Eleito |        |
| 2010 | Estadual do Paraná   | PP      | Deputado Estadual | 27.941             | 0,54%              | -                  | Suplente   | [ 21 ] |
| 2012 | Municipal de Maringá | PP      | Vereador          | 6.476              | 3,45%              | 1°                 | Eleito     | [ 22 ] |
| 2016 | Municipal de Maringá | PDT     | Prefeito          | 56.156             | 28,87% (1º Turno)  | 2°                 | Eleito     | [ 23 ] |
| 2016 | Municipal de Maringá | PDT     | Prefeito          | 118.635            | 58,88% (2º Turno)  | 1°                 | Eleito     | [ 23 ] |
| 2020 | Municipal de Maringá | PSD     | Prefeito          | 103.010            | 56,85% (1º Turno)  | 1°                 | Eleito     | [ 24 ] |

## Biografias
- CAVALCANTE, Joel Júnior: Odisseia de Ulisses Maia: biografia e legado político do prefeito da melhor cidade do Brasil para viver. Sinergia Casa Editorial, 2024.